# Highland Park (Pennsilvània)
Highland Park és una concentració de població designada pel cens dels Estats Units a l'estat de Pennsilvània. Segons el cens del 2000 tenia 1.446 habitants.

## Demografia
Segons el cens del 2000, Highland Park tenia 1.446 habitants, 594 habitatges, i 374 famílies. La densitat de població era de 754,5 habitants per quilòmetre quadrat.
Dels 594 habitatges en un 22,6% hi vivien nens de menys de 18 anys, en un 53,2% hi vivien parelles casades, en un 7,2% dones solteres, i en un 36,9% no eren unitats familiars. En el 33,5% dels habitatges hi vivien persones soles el 20% de les quals corresponia a persones de 65 anys o més que vivien soles. El nombre mitjà de persones vivint en cada habitatge era de 2,23 i el nombre mitjà de persones que vivien en cada família era de 2,81.
Per edats la població es repartia de la següent manera: un 18,5% tenia menys de 18 anys, un 4,6% entre 18 i 24, un 21,4% entre 25 i 44, un 25,9% de 45 a 60 i un 29,5% 65 anys o més.
L'edat mediana era de 49 anys. Per cada 100 dones de 18 o més anys hi havia 73,2 homes.
La renda mediana per habitatge era de 38.125 $ i la renda mediana per família de 46.000 $. Els homes tenien una renda mediana de 33.015 $ mentre que les dones 28.819 $. La renda per capita de la població era de 19.422 $. Entorn del 4,7% de les famílies i el 6,2% de la població estaven per davall del llindar de pobresa.

## Poblacions més properes
El següent diagrama mostra les poblacions més properes.